# 弯锥香茶菜
弯锥香茶菜（学名：Isodon loxothyrsus）为唇形科香茶菜属下的一个种。